# Gu Hua
Gu Hua (Cinese semplificato:古华; cinese tradizionale:古華 ; pinyin: Gǔ Huá), pseudonimo di Luo Hongyu, (/moʊ jɛn/, cinese: 羅鴻玉; pinyin: Luó Hóngyù) (Contea di Jiahe, 20 giugno 1942), è uno scrittore cinese.

## Biografia
Nato nel 1942 nella Contea di Jiahe, si è laureato alla scuola agraria di Zhengzhou prima di lavorare per lungo tempo in una fattoria di montagna.
Nel 1975 è diventato sceneggiatore della compagnia di canto e danza di Zhengzhou.
Le prime opere letterarie sono apparse nel 1962, e vertono su temi mitologici e leggendari. Altri romanzi, di carattere anche folkloristico, sono: Paman qingtengde muwu (1981), Furongzhen (1981), F. (1983).
La sua opera di maggior successo è il libro Una piccola città chiamata Ibisco che in Cina è stato stampato in più di cento edizioni e ha ricevuto il prestigioso Premio Letterario Mao Dun nel 1982.
Gu Hua vive in Canada dalla fine degli anni ottanta.

## Opere principali
- Una piccola città di nome Ibisco (Furong zhen, 1981), Milano, Greco & Greco, 1992 traduzione di Marina Grassini ISBN 88-85387-10-1.
- Paman Qingteng Oe Muwu (1982)
- Gu Hua Zhongpian Xiaoshuoji (1984)
- Jiejie Zhai (1984)
- Gu Hua Xiaoshud Xuan (1985)
- Chen Neu (1985)
- Xin ge jing (1986)
- La morte del re dei serpenti (She wang zhi si, 1987), Roma, edizioni E/O, 1988 traduzione di Marina Grassini ISBN 88-7641-064-3.

## Premi e riconoscimenti
- Premio Letterario Mao Dun: 1982 vincitore con Una piccola città di nome Ibisco